# Dominic Smith
Dominic David Rene Smith (né le 15 juin 1995 à Los Angeles, Californie, États-Unis) est un joueur de premier but des Mets de New York de la Ligue majeure de baseball.

## Carrière
Dominic Smith est le 11e athlète choisi au total lors du repêchage amateur de 2013 et est la sélection de première ronde des Mets de New York. Il renonce à un engagement à l'université du Sud de la Californie, pour signer son premier contrat professionnel avec les Mets, et perçoit une prime à la signature de 2,6 millions de dollars. 
Pour sa performance avec les Mets de Sainte-Lucie, où il frappe pour ,305 de moyenne au bâton avec 33 doubles en 2015, Smith est nommé joueur de l'année en Ligue de l'État de Floride.
Il fait ses débuts dans le baseball majeur le 11 août 2017 avec les Mets de New York et à ce premier match, il réussit son premier coup sûr aux dépens du lanceur Nick Pivetta des Phillies de Philadelphie.